# Státní znak Andorry
Státní znak Andorry je tvořen čtvrceným francouzským štítem. Čtyři pole symbolizují biskupa, Foix, Katalánsko a Beárn:
- 1. pole – zkřížená zlato-stříbrná mitra a berla v červeném poli, symbolizující biskupa z La seu d'Urgell
- 2. pole – tři červené kůly ve zlatém poli, symbolizují hrabata z Foix
- 3. pole – čtyři červené kůly ve zlatém poli, symbolizující Katalánsko
- 4. pole - dva červení volci (orientovaní heraldicky vpravo) s modrou zbrojí a modrými obojky se zvonci ve zlatém poli, symbolizující hrabata z Béarn

Štít je orámován béžovou, zdobenou kartuší s hnědou kresbou (v tomto případě označován jako svatozář) a v dolní části s hnědým latinským heslem VIRTUS UNITA FORTIOR (česky Spojená síla je větší). Barvy neodpovídají heraldickým tinkturám ale jsou specifikovány pomocí vzorníku Pantone: červená 485, béžová 466, žlutá C, modrá 300 a hnědá 478.

## Historie
Nejstarší známé vyobrazení andorrského státního znaku se nachází na fasádě sídla parlamentu (Casa de la Vall, francouzsky La Maison des Valèes). Datum jeho vzniku je však nejisté. Znak na fasádě je tvořen polceným štítem, v jehož (heraldicky) pravé části jsou dva volci a v levé tři kůly. V hlavě štítu je mitra a berla. Volci byli převzati ze znaku hrabat z Béarn a kůly ze znaku hrabat z Foix. Mitra a berla jsou symbolem biskupa.
Na stejné budově je i další, historický znak z roku 1780. Ten je tvořen čtvrceným štítem s mitrou a šikmo položenou berlou v prvním poli, třemi kůly ve druhém a čtyřmi kůly ve třetím poli a s dvěna volky ve čtvrtém poli. Čtyři kůly ve třetím poli pocházejí z katalánského znaku. Štít je orámován zdobenou kartuší, pod ním je heslo VIRTUS UNITA FORTIOR.

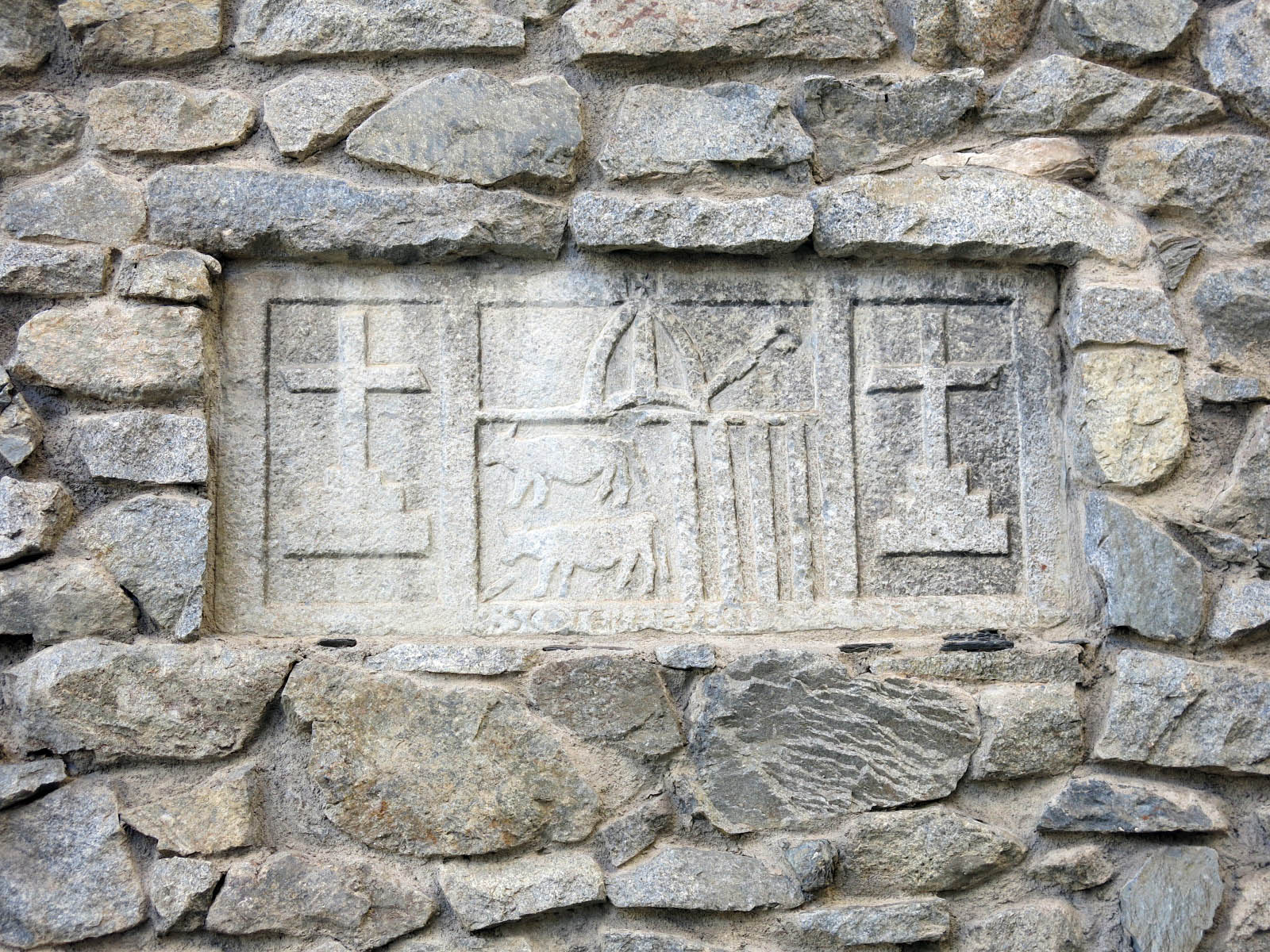
Znak na fasádě sídla parlamentu
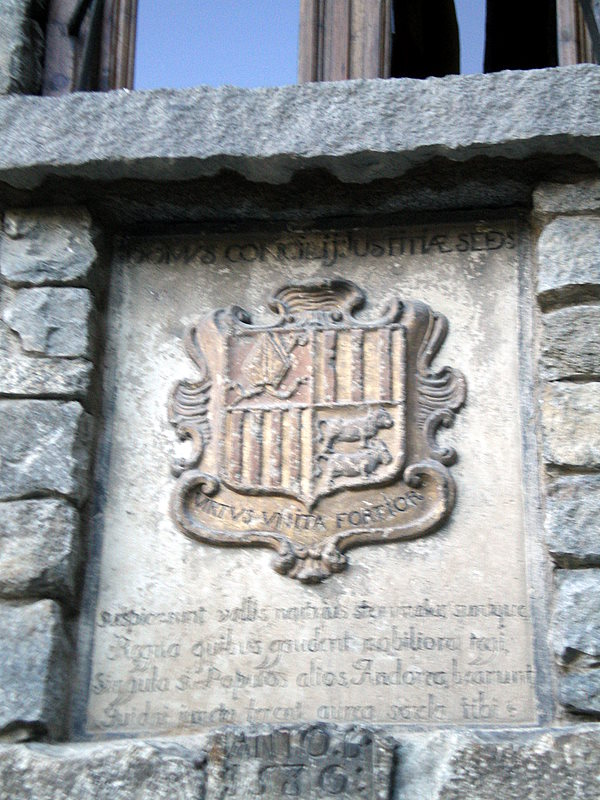
Znak na fasádě (1780)

V roce 1866 byla zavedena první státní vlajka, do jejíhož středu se v dalším období někdy kladl znak. Ten se lišil podle toho, zda byla vlajka vyrobena v Katalánsku nebo ve Francii. Ve čtvrceném francouzském štítu byla v prvním, světle modrém poli zlatá (na vlajce žlutá) mitra, za níž byla šikmo položená zlatá (žlutá) berla. Ve druhém a třetím zlatém (žlutém) poli byly tři červené kůly. Ve čtvrtém, zeleném poli byli dva červení volci. Na vlajce vyrobené v Katalánsku byla nad štítem zlatá (na vlajce žlutá) hraběcí koruna. Na andorrské poštovní známce z roku 1890 byl štít oválný.
Zřejmě v roce 1901 došlo ke změně státního znaku. V opět čtvrceném, francouzském štítu byla v prvním, stříbrném poli zlatá, červeně podšitá mitra, ve druhém, zlatém byly tří červené kůly, ve třetím, červeném poli byla zlatá berla a ve čtvrtém, zlatém poli dva červení volci. Nad štítem, orámovaným zdobenou, zlatou kartuší byla zlatá koruna. Pod ním pak stříbrná stuha s heslem VIRTUS UNITA FORTIOR.
Kolem roku 1923 byl státní znak změněn, mitra v prvním poli byla nyní kosmo položená a zkřížená se šikmo položenou, zlatou berlou. Ve třetím, nyní zlatém poli byly čtyři kůly. Stuha pod štítem byla vypuštěna.
V letech 1944–1946 došlo zřejmě ke změně státního znaku, na poštovních známkách z té doby je (na rozdíl od znaku z roku 1923) v prvním poli mitra a ve třetím berla. Po II. světové válce se až do roku 1999 znak několikrát v detailech změnil, což bylo způsobeno i neexistencí jakýchkoliv právních předpisů:
- V 50. letech 20. století měl znak nejčastěji v prvním, stříbrném poli zlatou mitru, za níž byla šikmo položená zlatá berla. Ve druhém, zlatém poli byly tři červené kůly, ve třetím, taktéž zlatém čtyři červené kůly. Ve čtvrtém, zlatém poli byli dva volci s modrými obojky a s pasteveckými zvonci. Nad štítem, orámovaným zdobenou zelenou kartuší, spočívala zlatá koruna. Pod ním bývalo volně, do oblouku heslo VIRTUS UNITA FORTIOR.
- Koncem 50. let a v 60. letech byla opětovně užívána varianta se zlatou mitrou v prvním poli a se zlatou berlou ve třetím, červeném poli. Štít nebyl zdoben kartuší, heslo pod štítem bylo na stříbrné stuze. Na vlajce byl štít orámován žlutými ornamenty a chyběla stuha s heslem.
- Od 70. let byla mitra v prvním poli červeně podšitá, za ní byla šikmo položená zlatá berla. Asi od roku 1974 měl štít po stranách zlaté ornamenty a užíval se i na státní vlajce.
- Od roku 1975/76 byl štít orámován stříbrnou, zdobenou kartuší, téměř shodný jako znak z roku 1780. Koruna nebyla užita. Volci byli (stejně jako v roce 1780) orientováni (heraldicky) doleva. Na vlajce zůstal znak nezměněn, pouze byla vypuštěna stuha.
- Od roku 1978/79 byla ze znaku vypuštěna kartuš a heslo, volci byli orientováni opět doprava a vrátila se zlatá koruna. Takto se znak užíval i na vlajce.
- V první polovině 80. let se objevila varianta s volky orientovanými doleva. Štít byl opětovně orámován zlatou kartuší v podobě z přelomu 19. a 20. století, a zlatá koruna byla ze stejné doby. Na vlajce byla (někdy bez stuhy) i na státní vlajce.
- Asi od roku 1986 byl zaveden znak v podobě z roku 1780.

29. března 1993 vstoupila v platnost nová ústava. Vlajka byla oficiálně přijata Zákonem o používání státních symbolů z 20. června 1996. Specifikace znaku na státní vlajce však nebyla uvedena.
5. května 1999 schválila andorrská vláda grafickou normu Llibre de normes gràfiques per a la reproducció i aplicació dels signes d'Estat per als quals el Govern és autoritat competent (česky Kniha grafických norem k reprodukci a aplikaci státních symbolů, jež jsou v kompetenci vlády jako autority), která definovala státní symboly, tím i státní znak, který se užívá dodnes.

## Další použití znaku
Státní znak Andorry je vyobrazen na státní vlajce. Před přijetím eura byl i na andorrských mincích.

Andorrská vlajka Poměr stran: 7:10
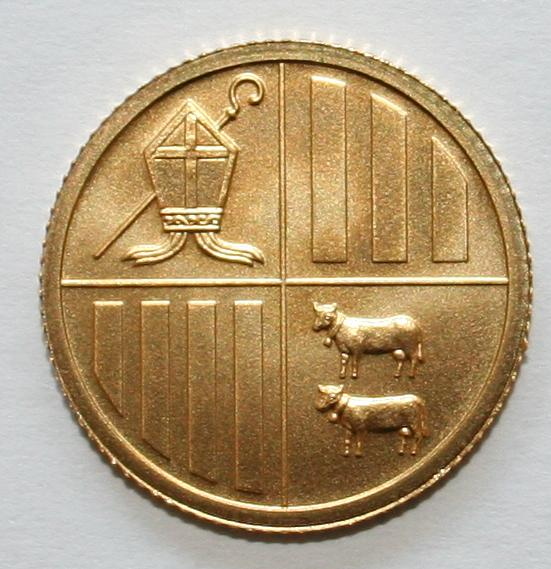
Andorrská mince (před přijetím eura)

## Znaky farních okrsků

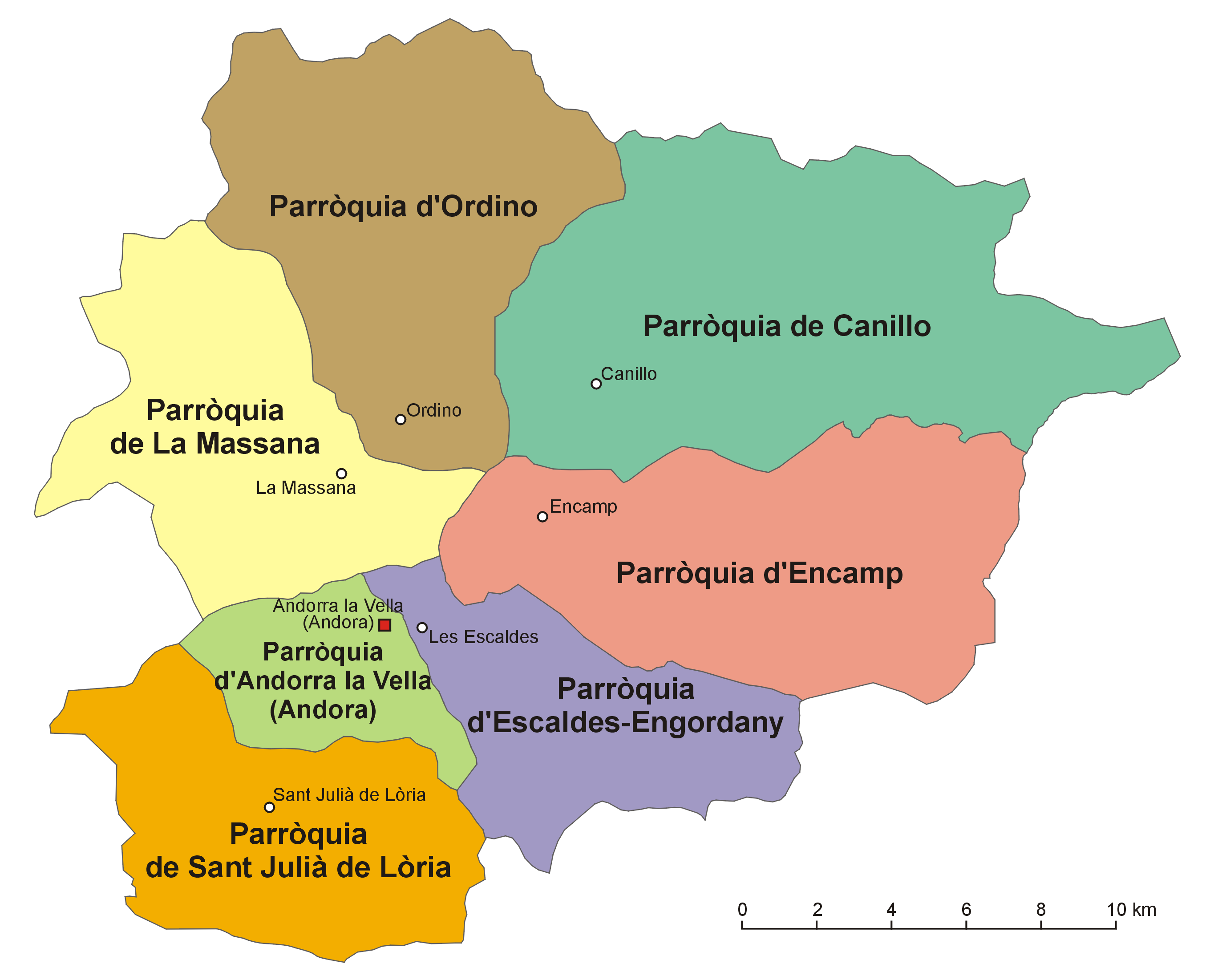
Mapa andorrských farností

Andorra se skládá ze sedmi částí – farností. Všechny farní okrsky používají své znaky.

Andorra la Vella
Canillo
Encamp
Escaldes-Engordany, bez textů
La Massana
Ordino
Sant Julià de Lòria